# Задрачье
Задра́чье (бел. Задрачча) — деревня в Городокском районе Витебской области Белоруссии. Входит в состав Езерищенского сельсовета, ранее входила в состав Руднянского сельсовета.
Находится в 2 км к северу от деревни Рудня, около озера Задрач.

## Население
- 1999 год — 21 человек
- 2010 год — 7 человек
- 2019 год — 2 человека[1]